# Institut d'art contemporain de Boston
L'Institut d'art contemporain de Boston est un lieu d'exposition situé à Boston aux États-Unis. Il se trouvait au 955 Boylston Street, dans une brownstone jadis occupée par une caserne de pompiers. Aujourd'hui, ce centre culturel occupe de nouveaux locaux, dessinés par Diller + Scofidio, à proximité du port de Boston. 

## Artistes exposés
- John Way